# 휴고 보스
휴고 보스(독일어: Hugo Boss 후고 보스[*])는 독일의 고급 패션 상표이며, 1924년 독일에서 설립된 남성 패션 중심의 패션 상표이다. 처음에는 군복 디자인 등을 하고 있었고 나치 독일의 군복도 제작한 전범기업이지만, 2차 세계 대전 이후 휴고 보스 사후 슈트를 발표하여 신사복 브랜드로 정착한다. 정장 같은 신사복 뿐만 아니라 여성, 안경, 선글라스, 향수, 구두 등 폭넓게 전개한다. 현재는 세계 100여 개국에 진출하였다.

## 브랜드

### 보스 휴고보스

#### 블랙 라벨
휴고보스의 최고급 라인인 보스 휴고보스의 최고급 정장 라인이다. 원래는 더 상위급의 2004년 런칭한 휴고보스 셀렉션이 있었으나 블랙라벨로 통합되었다. 휴고보스 브랜드의 시작은 1924년이나 보스라는 브랜드로 남성복을 시작한때는 1977년이다. 여성복인 보스우먼은 2000년에 시작하였다. 2017년 SS뉴욕컬렉션부터 여성컬렉션은 생략하기로했다.

#### 오렌지 라벨
보스 휴고보스의 캐주얼웨어 라인이다. 1999년 남성캐주얼로 런칭되어 2006년 여성복이 추가되었다. 브랜드 통합정책에 따라 없어질 전망이다.

#### 그린 라벨
보스 휴고보스의 스포츠웨어 라인이다. 골프웨어에 초점이 맞춰져있다. 1997년 보스 골프컬렉션이란 이름으로 런칭되어 2006년 보스그린으로 명칭이 변경되었고 2010년부터 여성복도 생산중이다. 브랜드 통합정책에 따라 없어질 전망이다.

### 휴고 휴고보스
20대에서 30대 층을 주요 소비자로 목표로 하는 럭셔리 컨템포러리 라인이다. 브랜드로고가 빨간색이기 때문에 레드라인으로 불리기도한다. 1993년 남성복을 시작으로 1998년 여성복도 추가되었다.

### 발데사리니 휴고보스
휴고보스의 수석 디자이너 베르너 발데사리니의 이름을 따서 만들어진 라인이다. 2004년부터 휴고보스에서 독립하여 개별브랜드로 인식되고있다.

### 기타

#### 휴고보스 키즈웨어
2009년 런칭한 아동복이다.

#### 보스 홈
2011년 런칭한 하우스웨어 브랜드이다.

#### 휴고보스 워치컬렉션
1996년부터 생산중인 고급시계라인으로 초창기엔 TEMPUS사에서 제품개발을 담당했지만 2004년부터는 모바도로 유명한 MGI그룹이 담당하고있다.

## 국내 전개와 매장
티디코에서 전개했으나 2014년 하반기부터 휴고보스코리아에서 전개중이다. 청담동 프래그쉽스토어를 비롯해서 국내 주요 백화점에서 영업중이며 블랙라벨을 주로 전개한다. 일부매장(현대무역,스타필드하남,갤러리아타임월드,현대대구,롯데대구,신세계센텀시티)에 그린이 복합구성되기도 한다. 여성매장은 현대무역이 유일하며 플래그쉽스토어와 롯데부산에 남녀복합매장으로 전개중이다. 오렌지는 청담동 프래그쉽스토어에서만 취급하다 수입이 중단되었고 그린은 롯데본점,신세계본점,신세계센텀시티점에 단독매장이있었으나 모두 폐점하고 일부 매장에서 블랙과 복합구성으로 전개중이다. 휴고라인은 2014년 12월부터 국내에 런칭했으며 롯데 에비뉴엘 월드타워점의 단독매장과 청담동 프래그쉽스토어에서만 취급하다 역시 수입이 중단되었다. 상설매장은 신세계사이먼 여주.파주와 롯데프리미엄아울렛 동부산, 현대프리미엄아울렛 김포.송도에 입점해있다. 시계는 갤러리어클락에서 전개하고있으며 2015년 하반기 키즈웨어가 자안그룹의 프리미엄키즈편집샵을 통해 판매될 예정이다.

## 같이 보기
- 후고 페르디난트 보스